# Капустино (Себезький район)
Капустино (рос. Капустино) — присілок в Себезькому районі Псковської області Російської Федерації.
Населення становить 58 осіб. Входить до складу муніципального утворення Себезьке муніципальне утворення.

## Історія
Від 2015 року входить до складу муніципального утворення Себезьке муніципальне утворення.

## Населення
| 2001 | 2002 | 2010 |
| ---- | ---- | ---- |
| 110  | ↘96  | ↘58  |